# Künisches Gebirge
Das Künische Gebirge (tschechisch: Královský Hvozd, übersetzt „Königlicher Wald“) umfasst Teile des Bayerischen Walds und des mittleren Böhmerwalds mit dem Gebirgskamm zwischen Osser und Zwercheck in Nachbarschaft zur Oberpfalz. In geologischer Hinsicht nimmt das Künische Gebirge eine Sonderstellung ein, da es aus Glimmerschiefern anstatt der sonst im Bayerischen Wald verbreiteten Gneise und Granite besteht. Es hat guten Ackerboden, reichlich Niederschläge, im Winter oft als Schnee und Eis.

## Geschichte
Nach einer sagenhaften Überlieferung aus dem 11. Jahrhundert wurden die Neusiedler des urwaldartig bewaldeten Künischen Gebirges, durchstreift von Jägern und Goldwäschern an den Flüssen, von dem Einsiedler Gunther, als er in der Klause „Stoariegl“ bei Gutwasser lebte, dem Christentum zugeführt. Ihm wird auch der Beginn der Rodungsarbeiten im mittleren Böhmerwald und die Unterweisung und religiöse Betreuung der Neusiedler zugeschrieben. Kapellen mit seinem Namen, historische Festspiele über sein Leben und der Name eines Wanderweges über den Gebirgskamm erinnern bis heute an ihn. Seit 1126 setzte das von den Grafen von Bogen gegründete Kloster Windberg in Niederbayern seine Missionstätigkeit mit dem Bau von Kirchen und Errichtung von Pfarreien in Waldhwozd, wie das Gebiet nun genannt wurde, fort.
Dieser Wald Hwozd gelangte 1184 als Heiratsgut der etwa vierzehnjährigen Ludmilla von Böhmen (um 1170) an Albrecht III. von Bogen und damit an die Grafschaft Bogen mit dem Herrschaftssitz Bogen im östlichen Bayern. Nach dem Tod des Albrecht III. Graf von Bogen im Jahr 1197 kam dieses Gebiet im Künischen Gebirge an die Lehnshoheit des böhmischen Königs zurück, wurde durch Angriffe der Heeresgruppen der böhmischen Reformbewegung der Hussiten stark in Mitleidenschaft gezogen und war nach 1555 durch den Augsburger Reichs- und Religionsfrieden evangelisch-lutherisch. Es unterstand bis zur Schlacht am Weißen Berg bei Prag am 8. November 1620 König Friedrich V. von der Pfalz, als Winterkönig der letzte evangelisch-lutherische König von Böhmen.
In der im Verlauf des Dreißigjährigen Kriegs (1618–1648) einsetzenden Rekatholisierung in Böhmen schenkte Kaiser Ferdinand II. von Habsburg (1579–1637) das Dominium im Künischen Gebirge seinem siegreichen Feldmarschall Baltasar von Marradas, welcher es 1628 an Don Martin de Hoeff-Huerta, einen kaiserlich österreichischen Obristen und Pfandinhaber des künischen Freibauerngerichts verkaufte. Hoeff-Huerta wurde mit dem Adelsprädikat Freiherr von Welhartitz auf Burg Velhartice ansässig und baute sie mit den Einkünften aus dem Dominium Waldhwozd großzügig aus.
Der mittlere Böhmerwald war seit dem 14. Jahrhundert, möglicherweise bereits seit dem 11. Jahrhundert – wie die Sagen um den Einsiedler Gunther vermuten lassen – durch Künische Freibauern besiedelt, großbäuerliche Familien, der Überlieferung nach als Grenzwächter ansässig, welche die Waldgebiete rodeten und für Ordnung sorgten. Sie waren – nach mancherlei Wirrnissen – bis zum Jahr 1848 mit der allgemeinen Bauernbefreiung von der Erbuntertänigkeit und den Frondiensten mit besonderen, vererbbaren Rechten ausgestattet und nur dem König und Kaiser als künisch (= königlich) untertan und führten eigene Siegel.
Durch die Toleranzpatente der Jahre 1782 bis 1785 des österreichischen Kaisers Joseph II. von Habsburg-Lothringen wurden die vorher diskriminierten Minderheiten der evangelisch-lutherischen Kirchen und der israelitischen Kultusgemeinden auch im weitgehend römisch-katholischen Südböhmen anerkannt. Die Altkatholische Kirche wurde toleriert. Dies brachte bis zum Untergang der Monarchie Österreich-Ungarn im Oktober 1918 nach dem Ende des Ersten Weltkriegs (1914–1918) neben den Erzeugnissen der Glashütten, der Holzgewinnung, auch den Ausbau neuer Industriezweige, wie z. B. die Herstellung von Zündhölzern in Dlouhá Ves u Sušice und Sušice mit einer Förderung der Handelsbeziehungen zu gewinnbringenden Märkten.
Nach dem Münchner Abkommen vom September 1938 wurde das Gebiet dem Deutschen Reich zugeschlagen und kam als Teil des Landkreises Markt Eisenstein zum Regierungsbezirk Niederbayern und Oberpfalz. Nach dem Ende des Zweiten Weltkrieges kam es zur Tschechoslowakei zurück. Die Vertreibung der Deutschen aus der Tschechoslowakei begann nach dem Rückzug der amerikanischen Truppen im Oktober 1945. Unter sowjetischer Besetzung wurden die Nachkommen der deutschstämmigen Künischen Freibauern als Sudetendeutsche auf Grund der Beneš-Dekrete vom 25. Oktober 1945 enteignet und großteils über ein Sammellager in Dlouhá Ves u Sušice im Böhmerwald in Eisenbahntransporten meist nach Bayern und Österreich abgeschoben. In der Grenzstadt Furth im Wald bei Cham war eines der großen Auffanglager in Bayern. Deren enteigneter Haus-, Grund- und Firmenbesitz wurde mit wechselndem Erfolg durch tschechische Nachbarn und Neusiedler aus Innerböhmen in Besitz genommen. In der Zeit von 1948 bis Ende 1989 lag das Künische Gebirge im Sperrgebiet der Grenzbefestigungen der Tschechoslowakischen Sozialistischen Republik (CSSR) zur Bundesrepublik Deutschland. Durch die Samtene Revolution Ende 1990 kam es zu Grenzöffnungen nach Bayern. Nach Bildung des Nachfolgestaates Tschechien 1993 fielen die Grenzkontrollen bei Furth im Wald an der Bahnstrecke Nürnberg–Prag weg.
Seit dem Jahr 2000 gibt es den grenzübergreifenden „Aktionskreis Künisches Gebirge“ zwischen Deutschen und Tschechen mit dem Verwaltungssitz in Cham, der aus Bewohnern der fünf bayerischen Gemeinden Eschlkam, Neukirchen beim Heiligen Blut, Arrach, Lam und Lohberg und den sechs tschechischen Gemeinden Všeruby, Chudenín, Nýrsko, Strážov, Dešenice und Hamry besteht.

## Bedeutende Erhebungen
| Bild | Tschechisch   | Deutsch           | Höhe | Koordinaten              |
| ---- | ------------- | ----------------- | ---- | ------------------------ |
|      | Jezerní hora  | Seewand           | 1343 | 49°10′06″ N, 13°11′08″ O |
|      | Svaroh        | Zwercheck         | 1333 | 49°10′26″ N, 13°09′59″ O |
|      | Ostrý         | Großer Osser      | 1293 | 49°12′13″ N, 13°06′33″ O |
|      | Velký Kokrhác | Großer Knöchel    | 1229 | 49°11′07″ N, 13°08′47″ O |
|      | Špičák        | Spitzberg         | 1205 | 49°10′22″ N, 13°12′31″ O |
|      | Malý Špičák   | Kleiner Spitzberg | 1189 | 49°10′29″ N, 13°12′04″ O |
|      | —             | Helmwald          | 1102 | 49°13′36″ N, 13°05′26″ O |
|      | Hole          | Jägerhübel        | 1100 | 49°13′00″ N, 13°06′50″ O |